# Mühlhausen-Ehingen
Mühlhausen-Ehingen là một thị xã nằm ở huyện Konstanz, thuộc bang Baden-Württemberg, Đức.